# Takashi Matsumoto (poeta)
Takashi Matsumoto 松本 たかし, nacido  Matsumoto Takashi 松本 孝 (5 de enero de 1906-11 de mayo de 1956) fue un poeta japonés de haiku activo en la Era Showa de Japón.

## Biografía temprana
Matsumoto nació en el distrito Kanda de Tokio en el seno de una familia de actores de teatro Noh de la escuela Hosho. Desde una edad muy temprana se dedicó a aprender y perfeccionar sus habilidades como actor. Debutó en el escenario a la edad de ocho años. Tuvo gran interés en la literatura clásica china, la caligrafía japonesa y la lengua inglesa, y fue también aficionado al teatro popular y al cómic rakugo.
Mientras se recuperaba de una enfermedad en 1921, encontró la revista literaria de haikus Hototogisu. Más tarde, se unió a Shippo-kai, un círculo de haiku para actores de Noh y empezó a estudiar haiku bajo el amparo del poeta Takahama Kyoshi. A la edad de 20 años, debido a sus problemas de salud, Matsumoto abandonó la idea de convertirse en actor y se dedicó a componer haikus profesionalmente.
Después de pasar el verano de 1925 en Kamakura, Matsumoto se trasladó allí el año siguiente hasta 1945. Compuso muchos versos acerca de Kamakura durante ese periodo.
En 1929, se unió al grupo Hototogisu, donde se le otorgó un reconocimiento a la altura  del que gozaba Kawabata Bosha.

## Carrera literaria
En 1935, Matsumoto publicó su primera antología de haiku, Matsumoto Takashi Kushu. Posteriormente publicó varias más, Taka (Halcón), Yumi (Flecha), Nomori (Guardabosque) y las colecciones de ensayo Ego no Hana (Ramillete de estoraque) y Kanawa (Anillo de Hierro).
En 1946, comenzó a editar su propia revista literaria, Fue (Flauta). También escribió una novela biográfica sobre el actor de Noh, Hosho Kuro de finales del siglo XIX. En 1953, se le otorgó el Premio Literario Yomiuri por una de sus colecciones de haikus.
Matsumoto murió en 1956 a la edad de 50 años.